# おはようSMAP
『おはようSMAP』（おはようスマップ）は、TOKYO FMで1994年10月1日から2016年12月30日まで放送されていた天気予報番組である。開始当初は『SMAPの天気予報』としてスタート。『中西哲生のクロノス（月 - 木）、速水健朗のクロノス・フライデー（金）』（月-金 6:00-9:00）の番組内に内包する1コーナーとして月 - 金曜日 6:25 - 6:30に放送されていた。

## 概要
月 - 金 06:25 - 06:30『中西哲生のクロノス（月 - 木）、 速水健朗のクロノス・フライデー（金）』の1コーナーとして内包されていた。開始当初から『BIG BANG TOKYO』→『MORNING FREEWAY』といったTOKYO FM朝ワイド番組の同時間帯に内包されていた。
これらの番組が放送されていた当時はJFNの老舗局を中心に同時ネットで放送されていた。
その後『6Sense』に変わると同時にTOKYO FMおよび愛知のみでの放送となり、『Eyes on Japan』から東京ローカルの放送となった。
『Eyes on Japan』以降、TOKYO FMでおはようSMAPが放送されている時間帯はJFNネット局向けに裏送りで全国の天気予報が放送されていた。
所属事務所の当時の方針により、radikoエリアフリーによる関東地方以外からの聴取および、タイムフリーによる聴取とLISMO WAVEでの聴取には対応していなかった。
出演者は、SMAPの中居正広、木村拓哉、稲垣吾郎、草彅剛、香取慎吾より1名。中居は2010年1月1日に担当して以来、一切出演していなかった。
SMAPのメンバーが一人ずつ交代で当日の東京地方の天気を伝え、「きょうは何の日」であるか、それに関したエピソードなどを話す。SMAPメンバーは4週間ごとに交代。原則として、放送は1人で行い、事前収録となっている。なお、6:29頃にはTOKYO FM トラフィックレポートを内包する。

## 番組の流れ
1. タイトルジングル 晴れ（木村）→晴れのちくもり（慎吾）→雪?（中居）→今日の天気は?（吾郎）→（1・2・3・4、女性の声）→おはよーうSMAP!（剛） BGMは自身のアルバム「Pop Up! SMAP」に収録されている「Theme of 018」である。
2. 中西 （月-木）、速水（金）「（時刻は6時25分です。）『おはようSMAP』、今日も（今週からは）●●さんが東京地方のお天気を伝えてくれます。そしてお送りするのは・・・（曲紹介）」
3. SMAPの歴代名楽曲を1 - 2コーラス（新曲リリース前後は新曲を約2週間流し続ける）。当コーナー終了が報じられた翌日からはリスナーからのリクエストとエピソードを紹介した。
4. SMAPメンバーのトーク - 「僕たちSMAPが東京地方のお天気を伝える『おはようSMAP』。今日の天気は…」に続いて天気を簡潔に伝えた後、「きょうは何の日」であるか、それに関したエピソードなどを話す。
5. 中西 (月 - 木)、速水 (金)への質問を受けて、中西、速水のトーク[注 2]。
6. 6:29頃　高橋万里恵がWeather GuideとTOKYO FM トラフィックレポートを伝える（2015年1月までは中西が伝えていた）。

## 番組の終焉とその後
2016年末のSMAP解散に伴いTOKYO FMが同年12月30日をもって当番組の終了を発表し、予定通り同日の放送をもって終了。22年3か月の歴史に幕を閉じた。最終回の担当は稲垣で、「僕が代表して言うのも変だと思うんですけど、本当にメンバー5人心から感謝しております。ありがとうございました」と番組をしめくくった。
2017年1月2日以降の後枠は当時、未定と発表していたが、終了後はTFM・ネット局共通でWeather Guide（全国の天気予報）とメッセージ紹介・曲に充てていた。2019年3月の『クロノス』終了時点では当番組の後に放送していたコーナー『LOVE & HOPE 〜ヒューマン・ケア・プロジェクト〜』が放送され、こちらも全国ネットとなっていた。なお、『クロノス』終了直前の2019年3月25日の放送内で『青いイナズマ』を流した際、中西が本コーナーについて「首都圏だけの放送だったけど全国のSMAPファンはじめいろんな方に聞いていただいた」「SMAPの方々とクロストークできるようになるとはまさかサッカー選手やってる頃には思わない」と回想し、コンサートを訪れた際にメンバー全員に挨拶したりプライベートやほかの仕事でも会う機会があったと触れている。そして、心残りだったこととして「SMAPがもう一度…僕は終わったとは思っていないので、また「おはようSMAP」をやるとなった時に、「おはようSMAP」が帰ってくる『クロノス』という場所を守れなかったことが申し訳ない」として、森且行を含むメンバー6名へ「みんなが活躍していかれることを心から祈っています」とメッセージを送っている。
なお、2018年の聴取率調査週間では、このコーナーを踏襲したタイアップコーナーが設けられることがあった。